# Parapenaeopsis tenella
Parapenaeopsis tenella är en kräftdjursart som först beskrevs av Charles Spence Bate 1888.  Parapenaeopsis tenella ingår i släktet Parapenaeopsis och familjen Penaeidae. Inga underarter finns listade i Catalogue of Life.